# United States Department of Defense
Het United States Department of Defense, dikwijls afgekort tot DoD, is het Amerikaanse ministerie van Defensie. Het bestuurt de Amerikaanse strijdkrachten en is gehuisvest in het Pentagon. Het staat onder leiding van de minister van Defensie.

## Geschiedenis
Tot na het einde van de Tweede Wereldoorlog waren twee ministeries betrokken bij de politieke leiding van de Amerikaanse strijdkrachten: het in 1789 gestichte US Department of War, en het in 1798 gestichte US Department of the Navy, opvolger van de Board of Admiralty (1780).
De ervaring met de Tweede Wereldoorlog maakte het duidelijk dat de rivaliteit tussen de twee ministeries een ongewenste invloed had gehad op de effectiviteit van de militaire operaties. Op 26 juli 1947 tekende president Harry Truman de National Security Act of 1947, waarbij de politieke leiding van de strijdkrachten werd verenigd in een departement dat de "National Military Establishment" werd genoemd. Het nieuwe departement omvatte het US Department of War (omgedoopt tot US Department of the Army), het US Department of the Navy, de Chiefs of Staff en een nieuw op te richten US Department of the Air Force. De eerste minister van Defensie was James V. Forestall, die op 17 september 1947 in dienst trad. De naam van het ministerie werd al gauw afgekort tot NME, wat uitgesproken werd als "en-em-ie". Omdat dit te veel klonk als het woord "enemy" (vijand), werd de naam van het ministerie op 10 augustus 1949 veranderd in de huidige naam "US Department of Defense".

## Organisatie
Het ministerie omvat de volgende organisaties:
- de departementen voor de strijdskrachtonderdelen
  - US Department of the Army, waaronder valt de United States Army (landmacht).
  - US Department of the Navy, waaronder vallen United States Navy (marine) en het United States Marine Corps (marinierskorps)
  - US Department of the Air Force, waaronder valt de United States Air Force (luchtmacht)
- De negen "Unified Combatant Commands". Dit zijn commandanten met hun staf, die het bevel voeren over de gecombineerde Amerikaanse strijdkrachten in hun deel van de wereld of in hun functionele specialiteit.
  - Regionale Commands
    - Central Command (CENTCOM), heeft het regionale bevel over alle Amerikaanse strijdkrachten in het Midden-Oosten, Centraal-Azië en Oost-Afrika. Het hoofdkwartier van CENTCOM is in Tampa, Florida.
    - European Command (EUCOM), heeft het regionale bevel over alle Amerikaanse strijdkrachten in Europa, Turkije, grotendeels het gebied van de vroegere Sovjet-Unie, en Afrika met uitzondering van het oosten van het continent, dat onder CENTCOM valt. Het hoofdkwartier is in Stuttgart in Duitsland.
    - Northern Command (NORTHCOM), heeft het regionale bevel over alle Amerikaanse strijdkrachten binnen het gebied van de Verenigde Staten op het Noord-Amerikaanse continent, met uitzondering van Alaska. Het hoofdkwartier is in Colorado Springs, Colorado.
    - Pacific Command (PACOM), heeft het regionale bevel over alle Amerikaanse strijdkrachten in het hele gebied van de Stille Oceaan, omvattende Hawaï, Alaska, het grootste deel van Azië en Australië. Het hoofdkwartier is in Hawaï.
    - Southern Command (SOUTHCOM), heeft het regionale bevel over alle Amerikaanse strijdkrachten in Midden-Amerika, Zuid-Amerika en het Caraïbisch gebied. Het hoofdkwartier is in Miami.

  - Functionele Commands
    - Special Operations Command (SOCOM), verantwoordelijke voor alle Special Operations (operaties in vijandelijke gebied) van alle Amerikaanse strijdkrachten, waar ook ter wereld.
    - Strategic Command (STRATCOM), verantwoordelijk voor alle kernwapens.
    - Transportation Command (TRANSCOM), verantwoordelijk voor het transport van troepen en materieel.
    - Joint Forces Command (JFCOM), het enige commando dat niet direct bij militaire operaties betrokken is. JFCOM bestudeert nieuwe methoden om de samenwerking tussen de strijdkrachtonderdelen te verbeteren door onderzoek en educatie. Het hoofdkwartier is in Norfolk, Virginia.
- Joint Chiefs of Staff, een groep bestaande uit de hoofden van de krijgsmachtonderdelen, onder voorzitterschap van de Chairman of the Chiefs of Staff, de hoogste militaire positie in de Verenigde Staten.
- Office of the Secretary of Defense - hieronder vallen een aantal niet-militaire organisaties verdeeld in DOD Field Activities, die het militaire personeel ondersteunen (bijvoorbeeld personeelszaken), en de zogenaamde Defense Agencies die diensten verlenen om de strijdkrachten te ondersteunen. Bekende Defense Agencies zijn:
  - National Security Agency - afgekort tot NSA, afluisteren van buitenlandse communicatie
  - Defense Intelligence Agency - afgekort tot DIA, inlichtingendienst van het Defense Department
  - National Reconnaissance Office - houdt zich bezig met satellietspionage
  - Defense Advanced Research Projects Agency, het agency dat in 1969 het ARPANET-project ondernam, dat de fundering legde voor het huidige internet
- Inspector General, verantwoordelijk voor de militaire rechtspleging

In tijd van oorlog krijgt het Defense Department ook het bevel over de United States Coast Guard, de kustwacht, die normaal onder het US Department of Homeland Security valt. De kustwacht is voor het laatst gemilitariseerd in de Tweede Wereldoorlog, hoewel zij daarna bij verscheidene militaire operaties was betrokken.
Het budget van het ministerie is ongeveer 425 miljard dollar, wat overeenkomt met ongeveer 1600 dollar per inwoner. Daarbij komen nog tientallen miljarden dollars goedgekeurd door het Amerikaans Congres voor speciale doeleinden.

## Bevelstructuur
De bevelstructuur van het Defense Department wordt geregeld door de Goldwater-Nichols Act of 1986.
Opmerkelijk is dat de hoofden van de strijdkrachtsonderdelen, de Chiefs of Staff, geen rol spelen in de bevelstructuur. Zij zijn verantwoordelijk voor de paraatheid van hun onderdeel van de strijdkrachten, en dienen als adviseurs voor de minister van Defensie en de president.
Om oorlogsoperaties waar dan ook ter wereld optimaal te kunnen coördineren hebben de commandanten van ieder Unified Combatant Command de militaire leiding over alle strijdkrachtsonderdelen binnen hun territorium of functionele specialiteit.
De Unified Combatant Commands staan onder direct bevel van de minister van Defensie. De Amerikaanse president wordt volgens de grondwet van de Verenigde Staten beschouwd als de Commander in Chief, de opperbevelhebber van alle strijdkrachten. De Joint Chiefs of Staff hebben slechts een adviserende rol.